# John Hall-Edwards
John Hall-Edwards (19 décembre 1858 - 15 août 1926) est un pionnier dans l'utilisation médicale des rayons X au Royaume-Uni. Il prit son premier cliché dans le but de diriger une opération chirurgicale le 14 février 1896. L'intérêt de Hall-Edwards pour les rayons X lui a coûté son bras gauche, qui dû être amputé en 1906.